# Велики Тикваниу
Велики Тикваниу (рум. Ticvaniu Mare) насеље је у Румунији у жупанији Караш-Северин у општини Велики Тикваниу. Oпштина се налази на надморској висини од 112 m.

## Прошлост
По "Румунској енциклопедији" место Тикван на обали реке Караш се јавља у средњем веку. Назив је добило по "тиквама" (поврћу, турско) или "храсту" (српско). Тикван се помиње први пут 1437. године, па 1555. године под сличним именом. Помиње се у Марсилијевим списима 1690-1700. године. По ослобођењу Баната од Турака 1717. године ту је записано чак 122 куће.
Мали Тикван се први пут јавља од 1723. године на мапама. Суседни Тикван је постао Велики Тикван, да би се разликовали. Били су сличне величине; мали се нашао на левој обали а велики на десној обали реке Караш. Православни храм у мањем селу потиче из 1779. године.
Аустријски царски ревизор Ерлер је 1774. године констатовао да место "Дикван" припада Ракаждијском округу, Новопаланачког дистрикта. Становништво је било претежно влашко.

## Становништво
Према подацима из 2002. године у насељу је живело 1951 становника.

### Попис2002.
| Расподела становништва по националности 2002.‍ | Расподела становништва по националности 2002.‍ | Расподела становништва по националности 2002.‍ | Расподела становништва по националности 2002.‍ | Расподела становништва по националности 2002.‍ |
| --------------------------------------------- | --------------------------------------------- | --------------------------------------------- | --------------------------------------------- | --------------------------------------------- |
|                                               |                                               |                                               |                                               |                                               |
| Румуни                                        | Румуни                                        |                                               | 1.352                                         | 69,3%                                         |
| Мађари                                        | Мађари                                        |                                               | 9                                             | 0,5%                                          |
| Роми                                          | Роми                                          |                                               | 562                                           | 28,8%                                         |
| Украјинци                                     | Украјинци                                     |                                               | 5                                             | 0,3%                                          |
| Немци                                         | Немци                                         |                                               | 11                                            | 0,6%                                          |
| Срби                                          | Срби                                          |                                               | 6                                             | 0,3%                                          |
| Хрвати                                        | Хрвати                                        |                                               | 5                                             | 0,3%                                          |

### Хронологија
| Година       | 1992 | 1993 | 1994 | 1995 | 1996 | 1997 | 1998 | 1999 | 2000 | 2001 | 2002 | 2003 | 2004 | 2005 | 2006 | 2007 | 2008 | 2009 | 2010 | 2011 | 2012 | 2013 | 2014 | 2015 | 2016 | 2017 |
| ------------ | ---- | ---- | ---- | ---- | ---- | ---- | ---- | ---- | ---- | ---- | ---- | ---- | ---- | ---- | ---- | ---- | ---- | ---- | ---- | ---- | ---- | ---- | ---- | ---- | ---- | ---- |
| Становништво | 1879 | 1852 | 1848 | 1795 | 1746 | 1721 | 1706 | 1677 | 1659 | 1648 | 1679 | 1701 | 1792 | 1807 | 1834 | 1851 | 1900 | 1905 | 1924 | 1949 | 1964 | 1991 | 2002 | 2001 | 2003 | 2013 |